# Robert Saudek (Produzent)
Robert Saudek (* 11. April 1911 in Pittsburgh, Pennsylvania; † 17. März 1997 in Baltimore, Maryland) war ein US-amerikanischer Film- und insbesondere Fernsehproduzent.

## Leben
Saudek studierte an der Harvard University sowie an der Law school der Duquesne University. Im Anschluss war er zunächst für das Radio in Pittsburgh tätig, außerdem als Verwaltungsassistent (administrative assistant) für NBC in New York City. Im Jahr 1945 wurde er Vizepräsident im Bereich der public affairs für  ABC. Schließlich wurde Saudek als Präsident für den television-radio workshop der Ford Foundation tätig. In dieser Zeit entwickelt er die Serie Omnibus für das Fernsehen, die ab 1952 ausgestrahlt wurde. In den späten 1950er Jahren gründete er mit Robert Saudek Associates seine eigene Produktionsfirma. Saudek war es, der bekannte Persönlichkeiten wie Leonard Bernstein und Jacques-Yves Cousteau über verschiedene Fernsehformate der breiten Öffentlichkeit vorstellte und bekannt machte bzw. diesen das Medium Fernsehen zugänglich machte.
Saudek war später, 1974, Gründungspräsident des Museum of Broadcasting, wo er bis 1981 verblieb und arbeitete danach bis 1991, dem Jahr seines Ruhestands, für die Library of Congress als Leiter der Abteilung motion pictures, broadcasting and recorded sound.
1963 war er für die Produktion von The Road to the Wall für den Oscar in der Kategorie „Bester Dokumentar-Kurzfilm“ nominiert.
Für Profiles in Courage wurde Saudek 1965 mit dem Peabody Award ausgezeichnet, außerdem erhielt er eine Emmy-Nominierung. 1992 wurde ihm die National Medal of Arts verliehen. Im Verlaufe seiner gesamten Karriere wurde er insgesamt elf Mal mit dem Emmy und sieben Mal mit dem Peabody Award ausgezeichnet.
Saudek verstarb im Alter von 85 Jahren im Johns Hopkins Hospital. Die letzten vierzehn Jahre seines Lebens verbrachte er in Washington. Er war 62 Jahre verheiratet und hinterließ fünf Kinder und mehr als ein Dutzend Enkelkinder.